# دولت وحدت ملی لیبی
دولت وحدت ملی (عربی: حکومة الوحدة الوطنیة‎)، یک دولت موقت در لیبی است که در ۱۰ مارس ۲۰۲۱ برای متحد کردن دولت وفاق ملی رقیب مستقر در طرابلس و کابینه دوم عبدالله الثنی مستقر در طبرق، تشکیل شد. عبدالحمید دبیبه، نخست‌وزیر دولت وحدت ملی است و در مجمع گفتگوی سیاسی لیبی در ۵ فوریه ۲۰۲۱ انتخاب شد. این دولت عملاً توسط دولت‌های ترکیه، قطر، الجزایر و پاکستان، حمایت می‌شود.